# Give Me the Future
Give me the Future es el cuarto álbum de estudio de la banda pop indie británica Bastille, lanzado el 4 de febrero de 2022 a través de EMI Records . Fue producido por Ryan Tedder. El álbum estuvo precedido por los sencillos «Distorted Light Beam», «Give Me the Future», y «Thelma + Louise», y posteriormente anuciaron el álbum junto al lanzamiento del cuarto sencillo «No Bad Days». El quinto sencillo se tituló «Shut Off the Lights» lanzado casi tres semanas del lanzamiento del álbum. Bastille realizará una gira por Reino Unido y Europa en abril de 2022 para promocionar el álbum.

## Antecedentes
Dan Smith tuvo un plan para el álbum con antes del principio del pandemia de COVID-19 en 2020, pero el álbum abordó temas más "proféticos", ya que se trabajó principalmente durante los cierres posteriores. Smith dijo que "lo que es real y lo que no lo es se ha vuelto bastante difícil de discernir a veces. Estamos en la era de las Deepfake, fake news y lleno de líderes mundiales mentirosos". El álbum se ha caracterizado por combinar "temas tecnológicos con música pop brillante y ambiciosa", así como "un tributo a la humanidad en una era tecnológica" que "reflexiona sobre la extrañeza de vivir tiempos que pueden parecer ciencia ficción".
El álbum también incluye unas palabras como interludio narrado por el actor británico y rapero Riz Ahmed titulado «Promises».

## Listado de pista
| Lista de canciones de Give Me the Future |                                  |                                               |                        |          |  |
| N.º                                      | Título                           | Escritor(es)                                  | Productor(es)          | Duración |  |
| 1.                                       | «Distorted Light Beam»           | Daniel Smith Mark Crew Ryan Tedder Marty Maro | Smith Crew Tedder Maro | 2:57     |  |
| 2.                                       | «Thelma + Louise»                | Smith Rami Yacoub Crew                        | Smith Crew Dan Priddy  | 2:17     |  |
| 3.                                       | «No Bad Days»                    | Smith Philip Plested Crew Daniel Priddy       | Smith Crew Priddy      | 3:05     |  |
| 4.                                       | «Brave New World» (interlude)    | Smith Yacoub                                  | Smtih                  | 0:27     |  |
| 5.                                       | «Back to the Future»             | Smith Yacoub Crew                             | Smith                  | 2:53     |  |
| 6.                                       | «Plug In...»                     | Smith                                         | Smith Crew             | 2:40     |  |
| 7.                                       | «Promises» (with Riz Ahmed)      | Rizwan Ahmed                                  | Ahmed                  | 1:25     |  |
| 8.                                       | «Shut Off the Lights»            | Smith Plested Jonny Coffer Crew               | Smith Crew Coffer      | 3:07     |  |
| 9.                                       | «Stay Awake?»                    | Smith Yacoub Crew                             | Smith Crew Priddy      | 3:07     |  |
| 10.                                      | «Give Me the Future»             | Smith Ralph Pelleymounter Crew                | Smith Crew             | 3:39     |  |
| 11.                                      | «Club 57»                        | Smith Tedder Crew                             | Smith Crew             | 3:12     |  |
| 12.                                      | «Total Dissociation» (interlude) | Smith Pelleymounter Crew                      | Smith Crew             | 0:43     |  |
| 13.                                      | «Future Holds» (featuring Bim)   | Smith Crew Jack Duxbury                       | Smith Crew             | 2:43     |  |
| 32:15                                    |                                  |                                               |                        |          |  |

| Lista de canciones de Give Me the Future (Deluxe Edition) |                                       |                           |                   |          |  |
| N.º                                                       | Título                                | Escritor(es)              | Productor(es)     | Duración |  |
| 14.                                                       | «Back to the Innerverse» (interlude)  | Smith Beau Colburn        | Smith             | 0:20     |  |
| 15.                                                       | «Real Life»                           | Smith Crew Tedder         | Smith Crew Tedder | 2:20     |  |
| 16.                                                       | «Survivin'»                           | Smith Plested Crew Priddy | Smith Crew Priddy | 2:52     |  |
| 17.                                                       | «Shut Off the Lights» (Spinall remix) | Smith Crew Plested Coffer | Smtih Crew Coffer | 3:06     |  |
| 40:53                                                     |                                       |                           |                   |          |  |

## Desempeño de las listas
| listas (2022)                           | posición |
| --------------------------------------- | -------- |
| Australia Albums (ARIA)                 | 69       |
| Austria (Ö3 Austria)                    | 30       |
| Bélgica (Ultratop flamenca)             | 15       |
| Bélgica (Ultratop valona)               | 53       |
| Países Bajos (Album Top 100)            | 10       |
| Alemania (Offizielle Top 100)           | 15       |
| Irlanda (IRMA)                          | 96       |
| Escocia (Scottish Albums Chart)         | 1        |
| Suiza (Schweizer Hitparade)             | 28       |
| Reino Unido (UK Albums Chart)           | 1        |
| Estados Unidos (Billboard 200)          | 110      |
| Estados Unidos (Top Alternative Albums) | 13       |
| Estados Unidos (Top Rock Albums)        | 17       |